# マリエーヴル
マリエーヴル （Mallièvre）は、フランス、ペイ・ド・ラ・ロワール地域圏、ヴァンデ県のコミューン。

## 地理

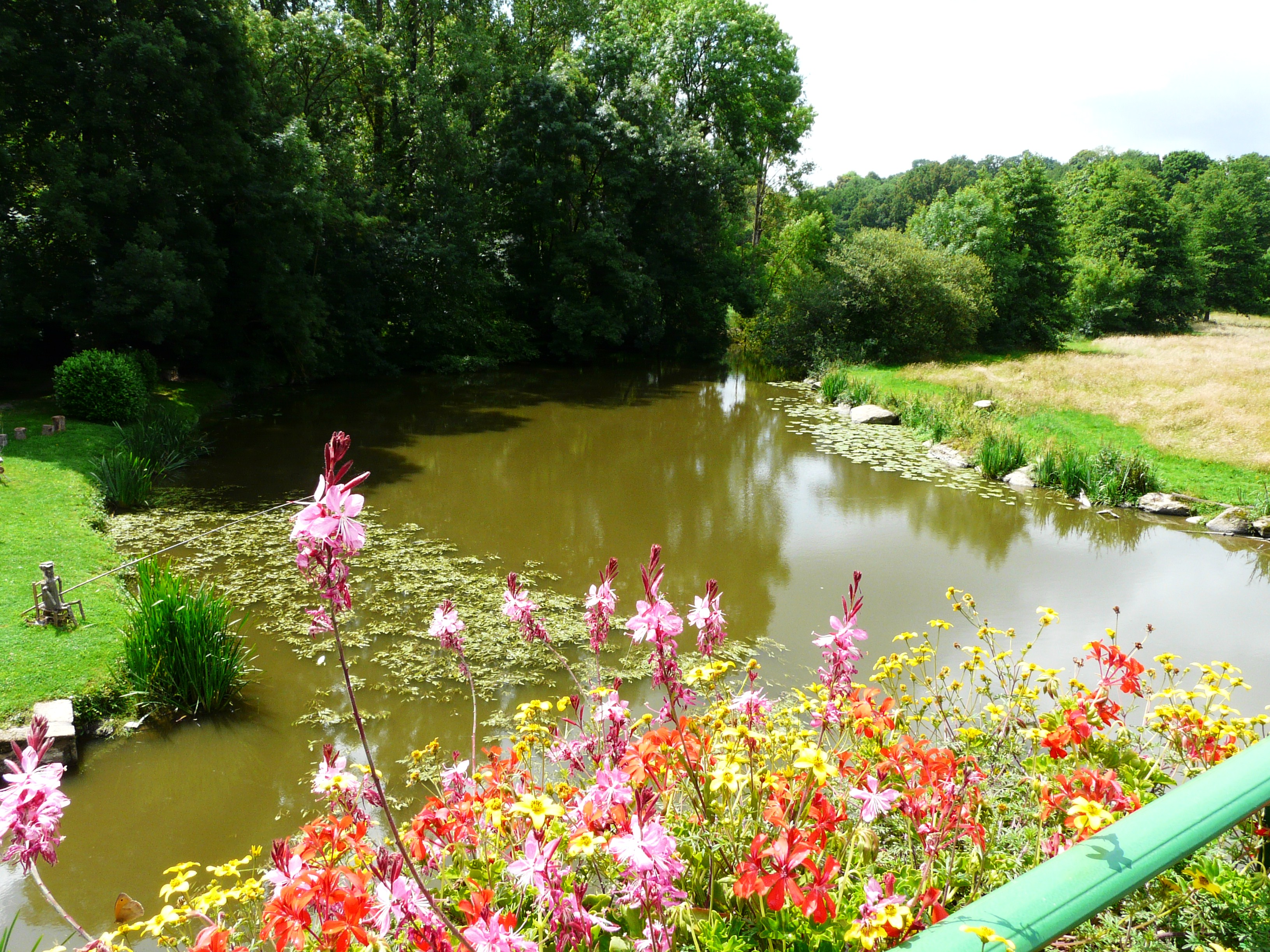
セーヴル＝ナンテーズ川

面積がわずか20ヘクタールしかないマリエーヴルは、地域圏内で最も小さなコミューンである。面積においては、フランス国内で5番目に小さなコミューンである · 。
ヴァンデ県の最も北東部に位置し、直線距離ではモルターニュ＝シュル＝セーヴルの南東約12km、そしてレ・ゼルビエのはるか北東にある。
県道11号線が町を横切っており、隣接するレ・ゼペスとの境界になっているセーヴル・ナンテーズ川がコミューン西側に沿って伸びている。

## 歴史
ガロ＝ローマ時代からの古い土地に建設され、マリエーヴル城（11世紀）は高ボカージュ・ヴァンデン地方の中で最も重要な要塞のひとつだった。セーヴル・ナンテーズ川の戦略的な交差点上の特別な位置を占め、多くの征服者たちが挑んできた。その小修道院は、マルムーティエ修道院からやってきた修道士たちが建て、その後モレオンの司教座聖堂参事会員たちが管理し、1789年までマリエーヴル教区は存続した。
ユグノー戦争で城の一部が損傷した。続くフランス革命とヴァンデ戦争で破壊されてしまった。
マリエーヴルの村は17世紀から、地下室で職工が布を織ることで発展した。この経済活動のピークは19世紀だった。住宅は地下室の周りに建てられ、家族大勢で住んでいた。職工の親方であるショレ出身者が工芸や産業における多くの部分を担っていた。親方の住宅の多くが19世紀後半から20世紀初頭にかけて建設されている。これはマリエーヴルが織物産業の黄金時代にあったことを証明する証人である。戦間期には職工の手による織物生産は衰退し、替わって機械化された織物産業がセーヴル・ナンテーズ川の両岸に広まった。この時代のマリエーヴルでは400人以上が働き、約12軒の商店があった。ヴァンデのような、農業が主体となっている世界の真っただ中で、強力なアイデンティティーを維持し続ける小さな工業都市だったのである。

## 人口統計
| 1962年 | 1968年 | 1975年 | 1982年 | 1990年 | 1999年 | 2008年 | 2013年 |
| ------ | ------ | ------ | ------ | ------ | ------ | ------ | ------ |
| 345    | 330    | 317    | 292    | 277    | 268    | 239    | 253    |

参照元:1962年から1999年までは複数コミューンに住所登録をする者の重複分を除いたもの。それ以降は当該コミューンの人口統計によるもの。1999年までEHESS/Cassini、2004年以降INSEE。